# 導盲磚
導盲磚（日语：／ Yūdōyō-burokku），為一種引導盲人和視障者安全行走的特殊鋪面，用于人行道、台阶和车站月台。

## 歷史
导盲砖最初由日本人三宅精一于1965年发明，他當時擔任財團法人安全交通試驗研究中心的首任理事長，為了失明的友人而创造此發明。1967年3月18日在日本岡山縣冈山市的岡山盲人學校附近街道上得到使用，后扩展到日本其它地方和世界各地。
為紀念導盲磚的首次鋪設，2010年3月在岡山縣岡山市中區的國道250號原尾島交叉口設有「導盲磚發祥地紀念碑」。
2010年，根据冈山县视觉障碍人士协会的申请，日本纪念日协会将3月18日定为导盲砖纪念日。
2019年3月18日，Google涂鸦紀念三宅精一發明的導盲磚首次鋪設52周年。

## 規格

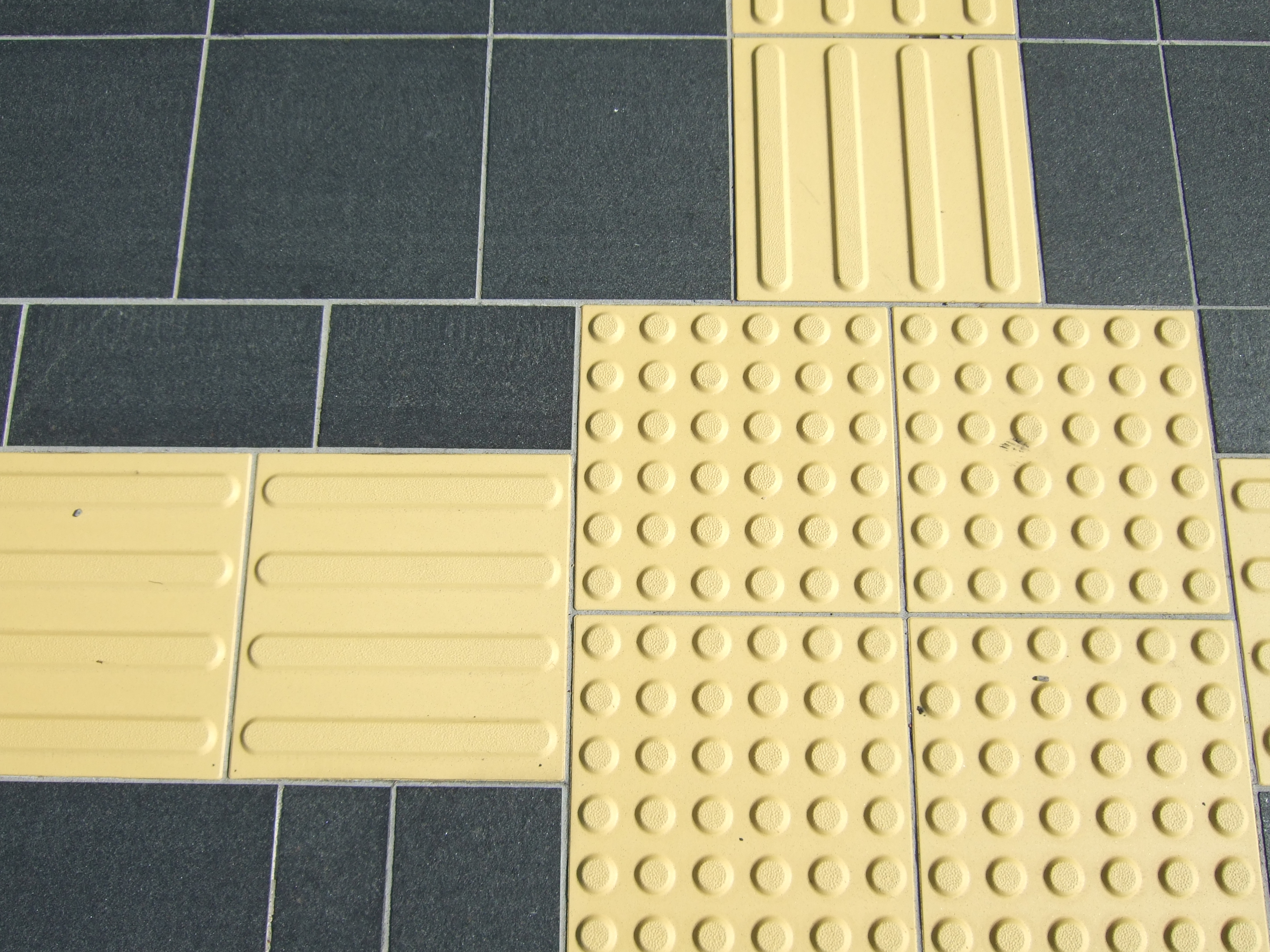
點形導盲磚
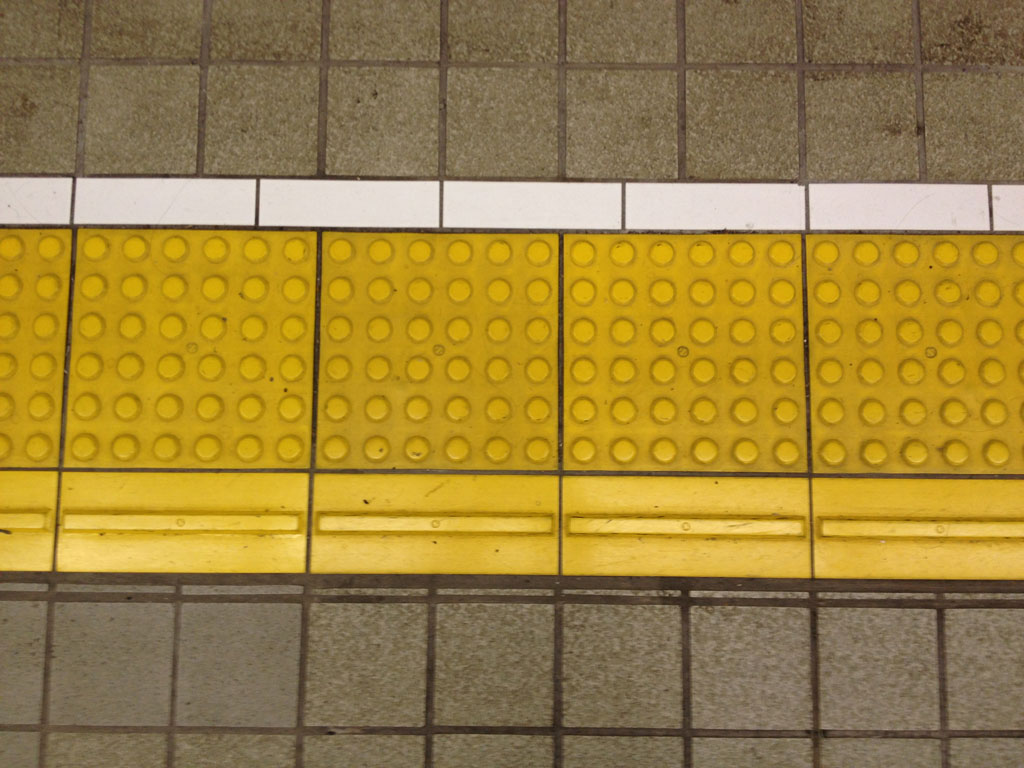
車站導盲磚

## 延伸閱讀
- 林文華. . 更生復健服務中心. 海洋台灣. 2001-03-27  [2016-01-08].[永久]

關於導盲磚、導盲犬
- 邱麗文. . 圓神出版社. 2002-01-01: 220頁 [2002]. ISBN 957-607-739-7.

- 摘錄：邱麗文. . 身心障礙者服務資訊網. 開拓文教基金會.   [2016-01-08].